# 肖万 (姓氏)
肖万是法语姓氏Chauvin的规范译法，著名者有：
- 德里克·肖万（Derek Chauvin，1976–），造成乔治·弗洛伊德之死的美國警察
- 让·肖万（Jean Chauvin，1889–1976），法国雕塑家
- 尼古拉·沙文（Nicolas Chauvin），傳說中的愛國者，據說曾在拿破崙·波拿巴統治時期服役；“沙文主義”一詞的由來
- 伊夫·肖万（Yves Chauvin，1930–2015），法國化學家